# Interleukina 2

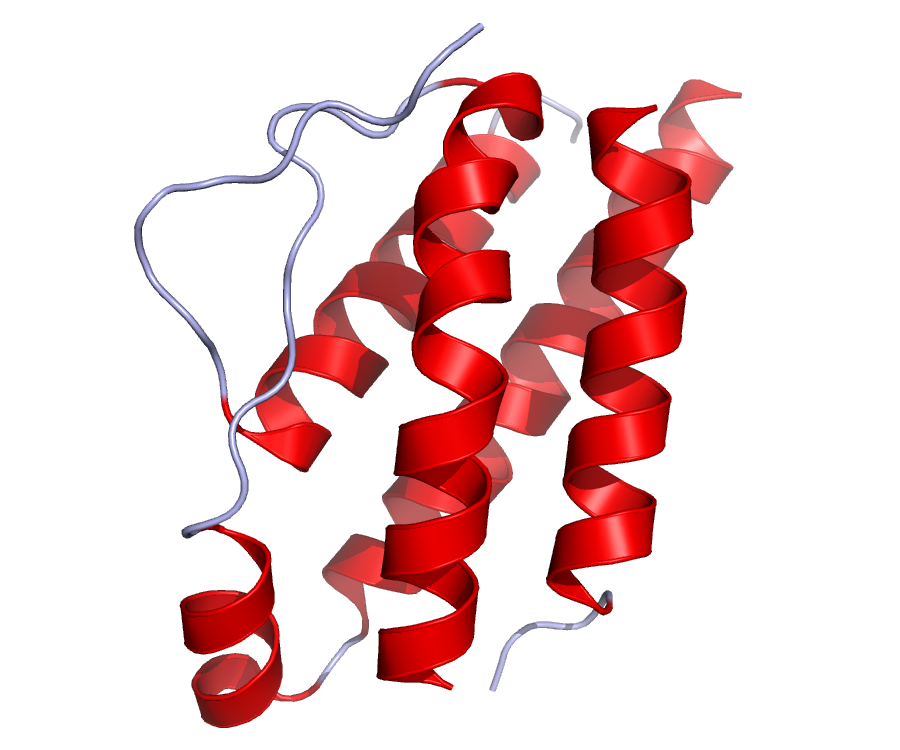
Model struktury przestrzennej ludzkiej IL-2.

Interleukina 2, IL-2 – cytokina będąca najważniejszym czynnikiem wzrostu dla limfocytów T, zwłaszcza cytotoksycznych, oraz komórek NK. Jednocześnie cytokina ta wpływa zwrotnie na odpowiedź odpornościową, gdyż po pobudzeniu limfocytu T indukuje pojawienie się na jego powierzchni cząsteczek umożliwiających apoptozę tej komórki.
Istotna jest także rola IL-2 w polaryzacji immunologicznej – kieruje ona rozwój limfocytów Th0 w stronę limfocytów Th1. Wraz z IL-4 i IL-5 cytokina ta może także pobudzać limfocyty B.
IL-2 może być stosowana w terapii niektórych nowotworów. Wyniki leczenia nie są jednak zachęcające. IL-2 i INF-α  stosowane in vitro wykazują synergizm działania przeciwnowotworowego, dotychczas prowadzone badania kliniczne nie potwierdziły jednak skuteczności kojarzenia obu preparatów. Objawy uboczne terapii IL-2 są poważniejsze niż w przypadku stosowania samego INF-α. W odróżnieniu od cytostatyków i INF-α skuteczność IL-2 nie zależy od lokalizacji zmian przerzutowych. Udział remisji nie przekracza 30%, a u wielu chorych obserwuje się poważne działania niepożądane.